# Odontopeltis borellii
Odontopeltis borellii är en mångfotingart som beskrevs av Filippo Silvestri 1895. Odontopeltis borellii ingår i släktet Odontopeltis och familjen Chelodesmidae. Inga underarter finns listade i Catalogue of Life.